# Гуркало Ілемське
Гу́ркало Іле́мське — водоспад в Українських Карпатах (масив Горгани). Розташований у межах Калуського району Івано-Франківської області, за 7 км на південний захід від села Ілемня.
Висота перепаду води — 3,5-4 м. Водоспад утворився на річці Ілемка (притока Чечви), в місці, де річище перетинає стійкий до ерозії скельний пласт.
Неподалік від водоспаду тече потік Погорічка, лівий доплив Ілемки.

## Світлини

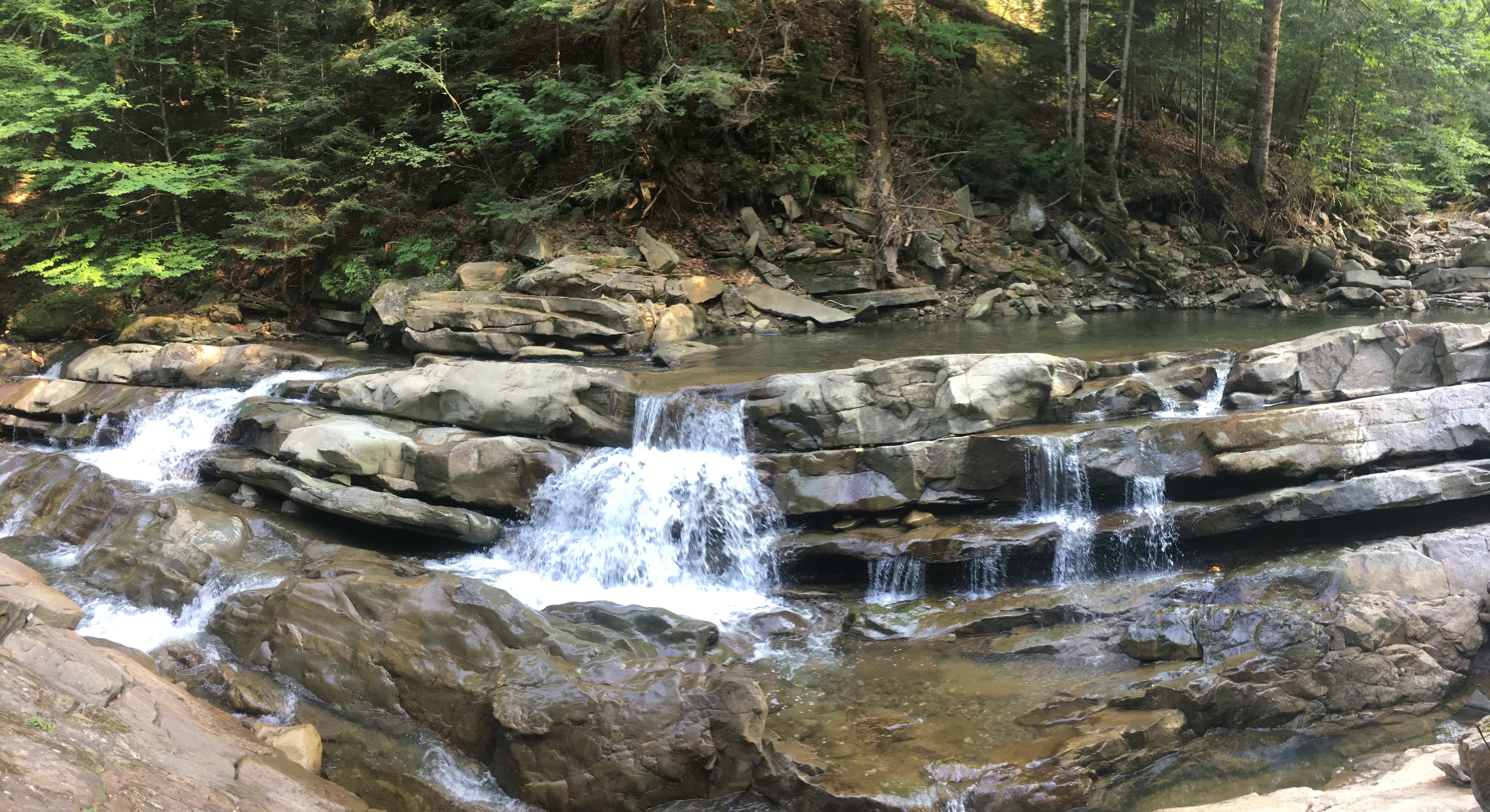
Вид спереду
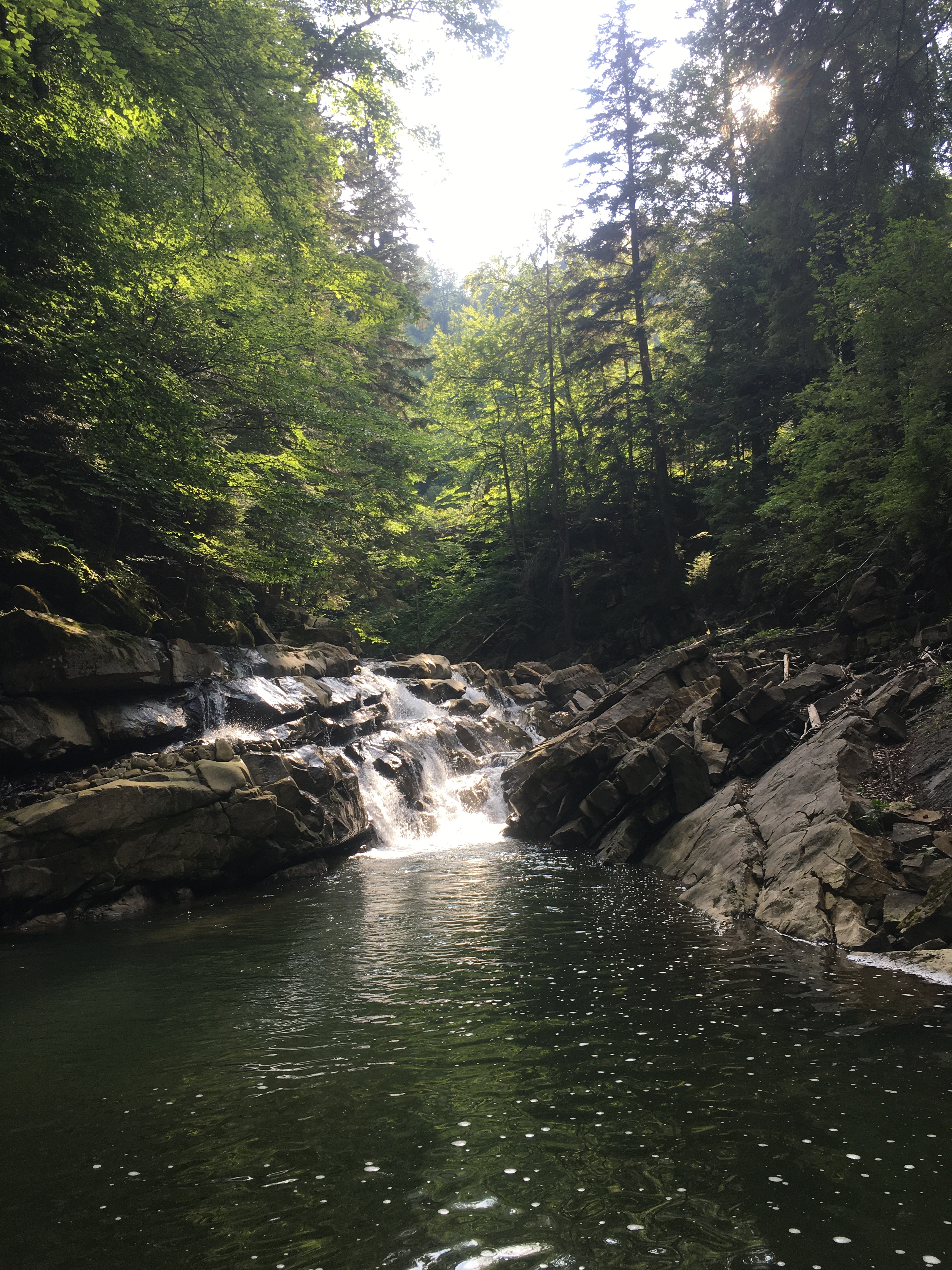
Вид здалеку
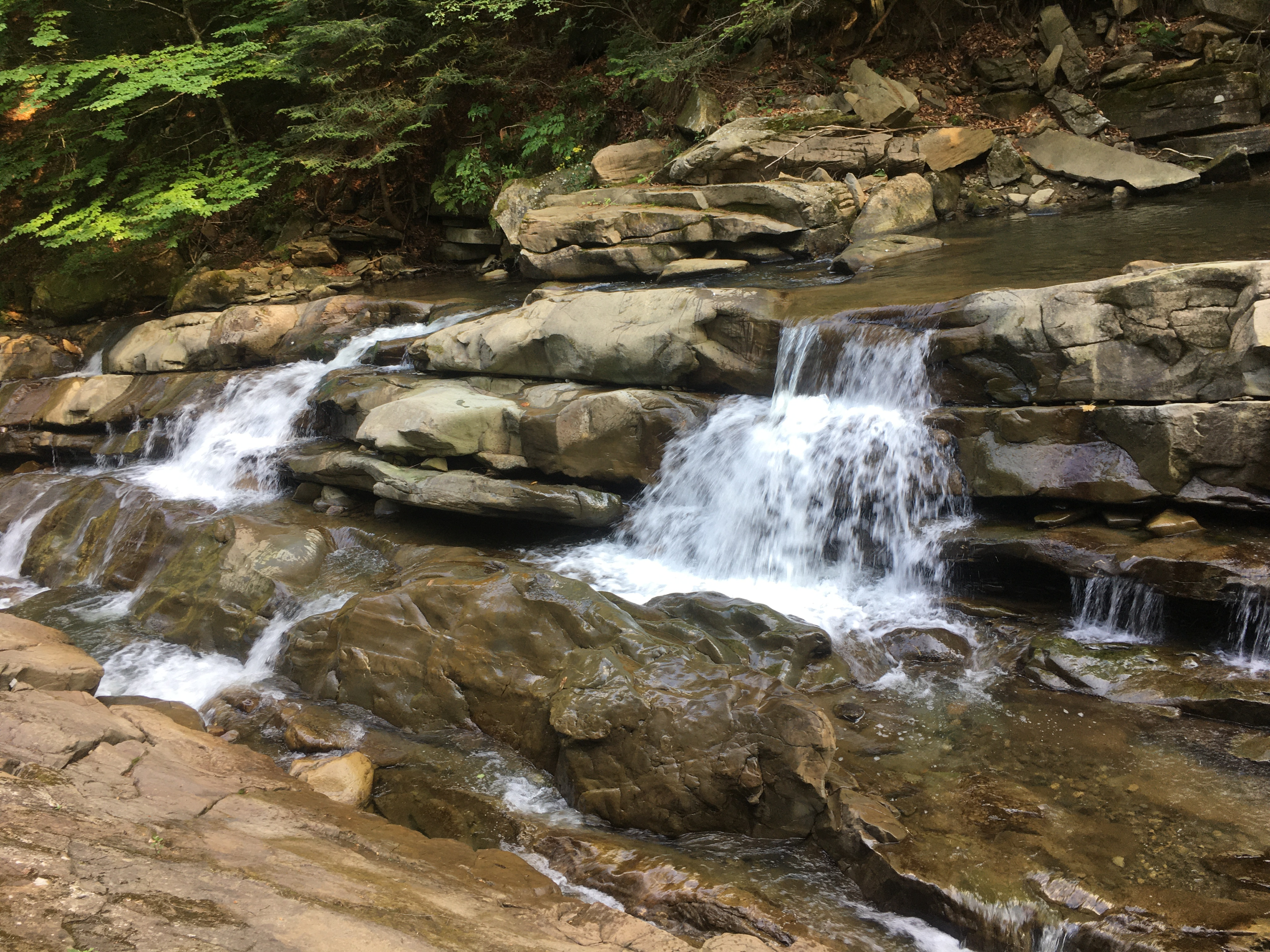
Вид збоку